# Buzdi erődtemplom
A buzdi erődtemplom műemlék Romániában, Fehér megyében. A romániai műemlékek jegyzékében az AB-II-a-A-00191 sorszámon szerepel.